# Agostino Ernesto Castrillo
Agostino Ernesto Castrillo (Pietravairano, 18 febbraio 1904 – San Marco Argentano, 16 ottobre 1955) è stato un vescovo cattolico italiano.

## Biografia
Terzo di undici figli, a 15 anni vestì l'abito francescano nella Provincia dei Frati Minori di San Michele Arcangelo di Puglia e Molise. Compiuti gli studi filosofici e teologici, ricevette l'ordinazione sacerdotale l'11 giugno 1927 nel santuario della Madonna dei Martiri di Molfetta.

### Pastore a Foggia
Parroco a Foggia dal 1936 nella parrocchia "Gesù e Maria", nel 1946 diviene direttore spirituale del Pontificio Ateneo Antoniano a Roma e successivamente viene eletto Ministro Provinciale della provincia pugliese-molisana dell'Ordine dei Frati Minori.
Caso più unico che raro, il suo servizio alla parrocchia fu considerato così importante che gli venne chiesto espressamente dall'arcivescovo di Foggia di rimanere parroco, nonostante gravasse su di lui il governo della provincia monastica.
Infatti, specie negli anni difficili della seconda guerra mondiale, in cui Foggia subì devastanti bombardamenti, Padre Agostino si distinse per aver portato conforto spirituale e materiale a chiunque incontrasse per via.

Nel ricordarlo a cento anni dalla nascita, il cardinale Salvatore De Giorgi così si esprime:

### Nomina a vescovo
Nominato vescovo di San Marco Argentano e Bisignano il 17 settembre 1953, riceve l'ordinazione episcopale a Foggia, nella "sua" parrocchia di "Gesù e Maria", il 13 dicembre 1953 dall'arcivescovo Fortunato Maria Farina, coconsacranti gli arcivescovi Giacomo Palombella e Pacifico M. Perantoni.
Fu vescovo per meno di due anni, poiché, colpito da un incurabile tumore polmonare che lo costrinse all'immobilità a letto per 13 mesi, morì a San Marco Argentano il 16 ottobre 1955.

Accettò cristianamente la malattia, al cui riguardo diceva agli amici:

### Causa di beatificazione
È in corso la causa della sua beatificazione, che il 21 febbraio 1999 ha concluso il suo iter a livello diocesano. Il 16 giugno 2017 papa Francesco ha autorizzato la Congregazione delle cause dei santi a promulgare il decreto riguardante le sue virtù eroiche, dichiarandolo Venerabile.

### Attività nel Comune di San Marco Argentano
Dopo alcune importanti iniziative realizzate dai Sindaci Serra e Mollo a cavallo tra gli anni '90 e 2000 c'è stato un ulteriore cambio di passo per quanto riguarda l'impegno nel Comune di San Marco Argentano.
A partire dal 2014 grazie all'operato del gruppo/comitato civico "Mons. Castrillo San Marco Argentano" con la collaborazione della Giunta guidata dal Sindaco di San Marco Argentano, Virginia Mariotti, della Diocesi di San Marco Argentano-Scalea, OFM Calabria, OFM Puglia e Molise, Ordine dei Padri Minimi e OFS con l'associazione "Pro Servo di Dio" di Pietravairano e con altre associazioni si è deciso di dare un'accelerata alle attività per promuovere la figura del Servo di Dio Mons. Castrillo.
Il 12 ottobre 2014 si è avuta l'istituzionalizzazione della Giornata Monsignor Castrillo che si terrà il 16 ottobre di ogni anno. Per l'occasione è stata inaugurata una targa che indica la Cappella, presente nella Cripta della Cattedrale di San Marco Argentano, dove riposa il Servo di Dio.
Nel febbraio 2015 è iniziato un ciclo incontri che ha portato la figura di Mons. Castrillo in diversi punti della Regione Calabria e che è stato oggetto di una serata a Roma nell'ambito della Settimana della Santità Calabrese che si è tenuta presso la Basilica di Sant'Andrea delle Fratte.
Il 10 aprile 2016, a San Marco Argentano, la cerimonia di Gemellaggio con il paese natale di Mons. Castrillo, Pietravairano (CE).
Il 3 gennaio 2017 si è tenuta la prima edizione del Memorial Mons. Castrillo, vinta dall'A.S.D. PRATO. Questa iniziativa è stata ideata per ricordare il giorno dell'ingresso di Mons. Castrillo in San Marco Argentano, il 18 febbraio, invece, per ricordare la nascita di Mons. Castrillo, San Marco Argentano ha ospitato le reliquie di San Nicola Saggio da Longbardi e, nel corso dell'incontro, è stato possibile consultare il messaggio lasciato da Mons. Castrillo al Santuario di San Francesco di Paola.
Nel settembre 2017, grazie alla collaborazione di Radio Scalo San Marco, il gruppo civico ha realizzato un opuscolo in codice Braille riguardante la vita di Mons. Castrillo.
Nel dicembre 2017 si è tenuta presso il convento della Riforma "La Settimana della Santità Calabrese".
Tutte le attività sono consultabili sul sito dedicato a Mons. Castrillo: https://venerabilecastrillo.wordpress.com/

### Attività nel Comune di Pietravairano

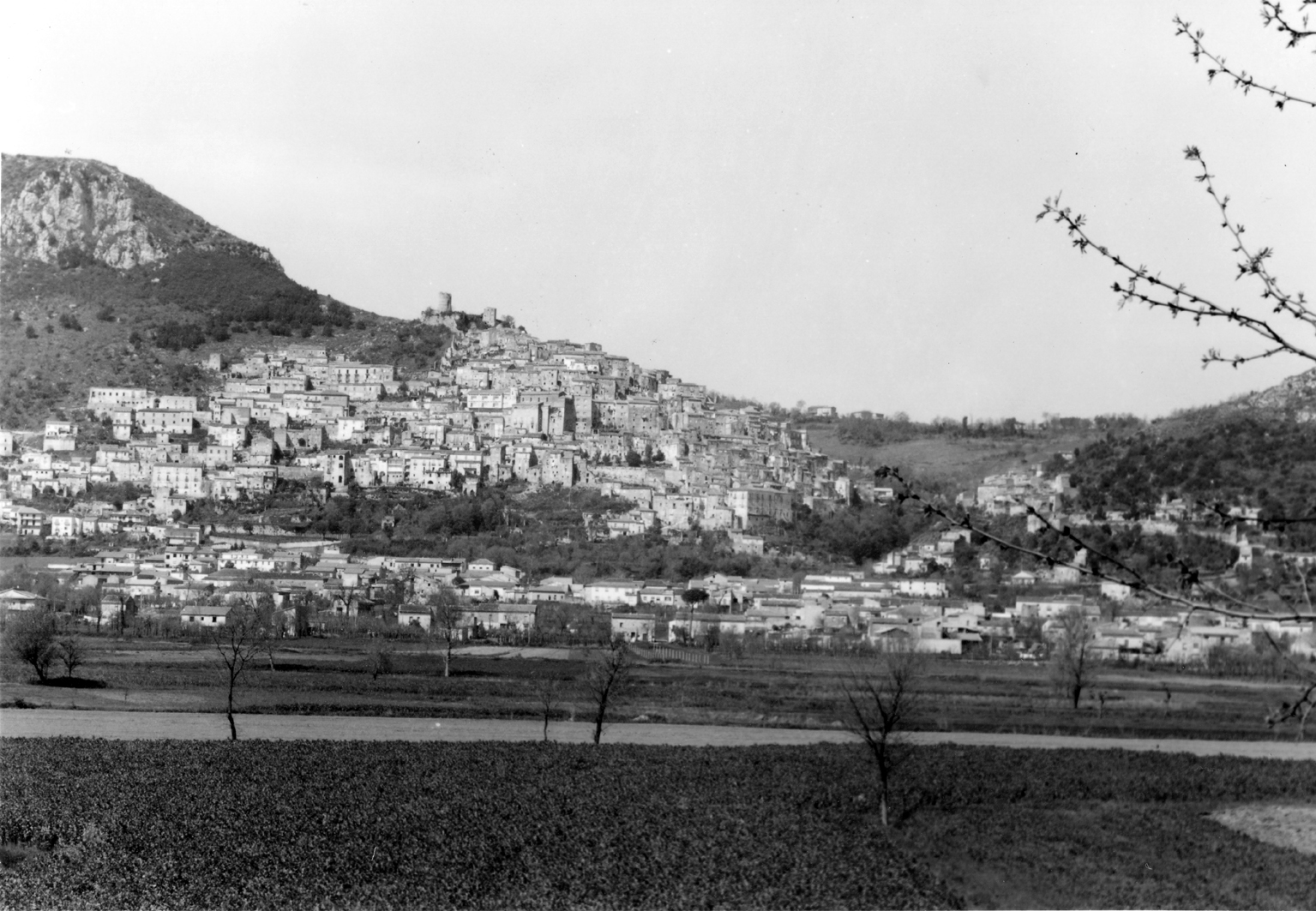
Pietravairano (CE) negli anni ottanta.

Nel comune di nascita dove è vissuto fino all’età di 11 anni, sono state avviate alcune iniziative per ricordare la figura del Vescovo e diffonderne la conoscenza nel territorio e particolarmente nella Diocesi di Teano- Calvi:
Il 18 febbraio 1994 in occasione del novantesimo anniversario della nascita, il Comune di Pietravairano gli intitola la piazzetta antistante il Santuario S. Maria della Vigna, luogo dove è nata la sua vocazione;
Nel 1996, su iniziativa del parroco pro-tempore della parrocchia S. Eraclio, Pasqualino Di Feola, di alcuni parenti e conoscenti, viene costituita l’Associazione pro-Servo di Dio "Agostino Ernesto Castrillo – Vescovo" allo scopo di promuovere e diffondere nella Diocesi di Teano-Calvi e nei luoghi opportuni l’immagine del Servo di Dio, di proporre ed organizzare periodicamente iniziative atte a tenerne vivo il ricordo.
Di particolare importanza:
L’organizzazione il 18 febbraio 2004, nel Centenario della nascita, di una solenne cerimonia presieduta dal Cardinale Salvatore De Giorgi, Arcivescovo di Palermo, alla presenza di Arcivescovi, Vescovi, prelati, Sindaci ed autorità provenienti dalla Campania, dalla Puglia, dalla Calabria.

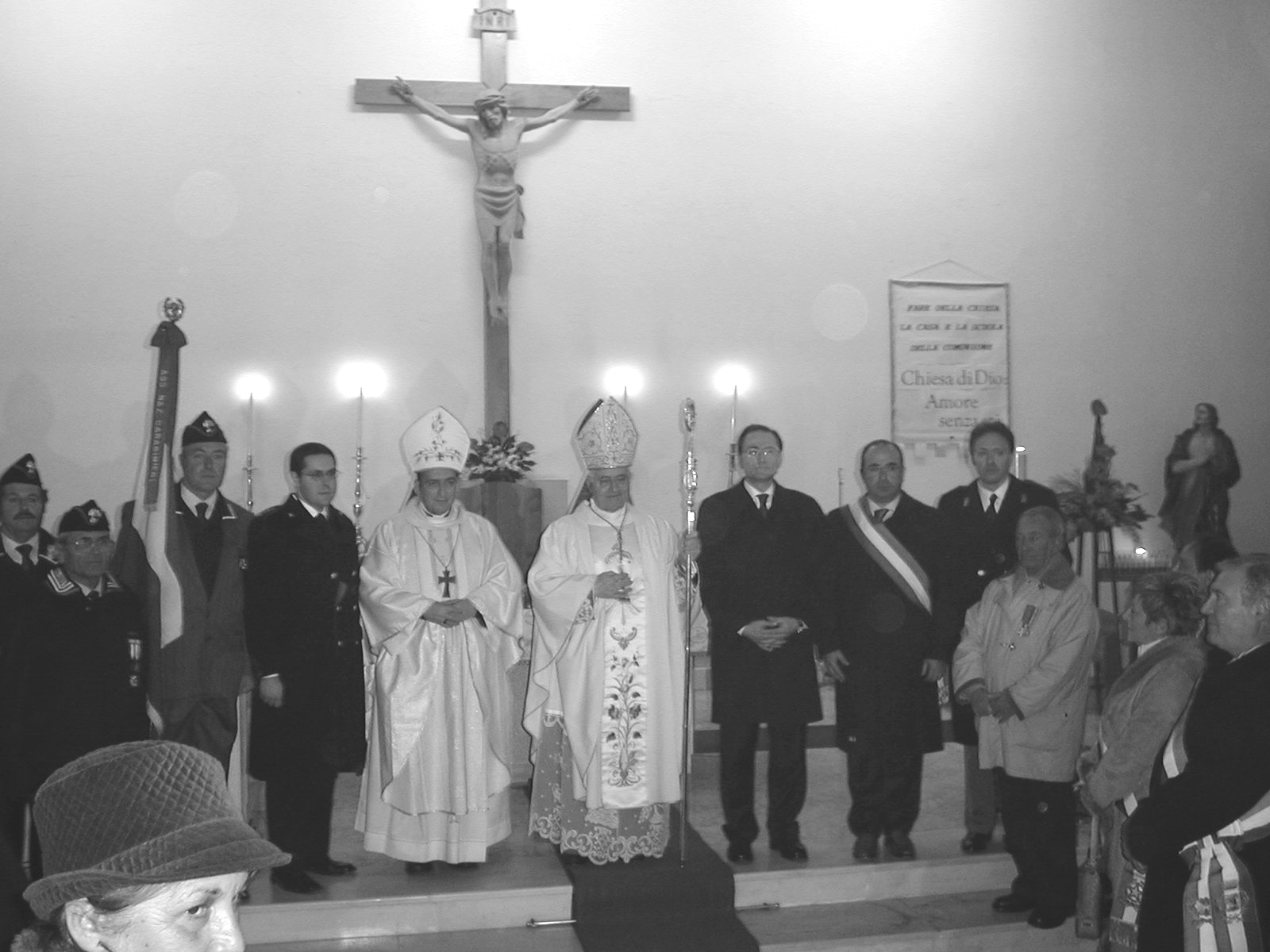
Centenario della Nascita Pietravairano (CE) 18 febbraio 2004.

Il 18 febbraio 2006 viene pubblicato il libro di Antonio Robbio “Il Servo di Dio Padre Agostino Castrillo da Pietravairano“.
L’8 settembre 2017, il Cardinale Angelo Amato, Prefetto della Congregazione delle Cause dei Santi, su invito dell’Associazione, si reca a Pietravairano nel Santuario S. Maria della Vigna per presiedere la solenne concelebrazione nel corso della quale viene letto il decreto di venerabilità.
Il 18 febbraio di ogni anno, giorno della nascita, organizza una celebrazione in suo onore in una delle parrocchie della Diocesi di Teano-Calvi.
Ogni anno in prossimità del 16 ottobre, giorno della morte, organizza il pellegrinaggio a San Marco Argentano, presso la tomba nella cripta normanna del Duomo.

## Genealogia episcopale
La genealogia episcopale è:
- Cardinale Scipione Rebiba
- Cardinale Giulio Antonio Santori
- Cardinale Girolamo Bernerio, O.P.
- Arcivescovo Galeazzo Sanvitale
- Cardinale Ludovico Ludovisi
- Cardinale Luigi Caetani
- Cardinale Ulderico Carpegna
- Cardinale Paluzzo Paluzzi Altieri degli Albertoni
- Papa Benedetto XIII
- Papa Benedetto XIV
- Papa Clemente XIII
- Cardinale Marcantonio Colonna
- Cardinale Giacinto Sigismondo Gerdil, B.
- Cardinale Giulio Maria della Somaglia
- Cardinale Carlo Odescalchi, S.I.
- Cardinale Costantino Patrizi Naro
- Cardinale Lucido Maria Parocchi
- Papa Pio X
- Cardinale Gaetano De Lai
- Arcivescovo Fortunato Maria Farina
- Vescovo Agostino Ernesto Castrillo, O.F.M.